# Cappella di Sant'Isidoro e Nostra Signora della Guardia
La cappella di Sant'Isidoro e Nostra Signora della Guardia è un luogo di culto cattolico situato nella zona di Pecorile nel comune di Celle Ligure, in via Pecorile, in provincia di Savona.

## Storia e descrizione
La caratteristica chiesetta che compare tra gli ulivi, verso la fine di via Pecorile, dedica oltre alla Madonna della Guardia, a Sant'Isidoro, patrono degli agricoltori, ed ai Santi Simone e Giuda, giunse a compimento negli anni 1850, quando ne fu portata a termine l'edificazione e venne consacrata. La sua costruzione, già autorizzata nel più lontano 1730 dal vescovo di Savona, Agostino Maria Spinola venne rimandata e andò a rilento, forse per mancanza di fondi, forse per ritardi ed ostacoli; ancora nel 1837, l'erudito barnabita Gian Battista Spotorno, storico e letterato, alla “voce” Celle, del quarto volume dell'immenso “dizionario” degli stati di sua maestà il re di Sardegna, curato dall'abate Casalis, rammenta che la cappella si trova “non mai al suo termine condotta”; la chiesetta custodisce, tra altre opere decorative più recenti, un bassorilievo marmoreo con l'effigie Vergine e, del settecento, un reliquiario di legno intagliato ed un dipinto ovale raffigurante Sant'Isidoro.
L'affresco sulla facciata, ridipinto nel 1977, riporta la tradizionale immagine di Benedetto Pareto inginocchiato dinanzi alla Vergine, iconografia della Madonna della Guardia di Genova.